# Завгородній Андрій Володимирович
Завгородній Андрій Володимирович (нар. 28 лютого 1985 року, м. Миколаїв, Миколаївська область) — український вчений, професор, доктор економічних наук, кандидат фізико-математичних наук, заступник директора з наукової діяльності Миколаївського інституту розвитку людини Університету «Україна» [Архівовано 28 грудня 2021 у Wayback Machine.].

## Біографія
Народився 28 лютого 1985 р. в м. Миколаєві Миколаївської області, в сім'ї вчителів.
У 2006 році закінчив Миколаївський національний університет імені В. О. Сухомлинського та отримав диплом магістра з відзнакою за спеціальністю «Магістр педагогічної освіти. Викладач фізики».
| Текст вилучений зі статті через підозру в порушенні авторських прав |
| --- |
| Текст, що раніше перебував на цій сторінці, запідозрено в порушенні авторських прав на текст із таких джерел: {{{сайт}}} Тому, хто повісив цей шаблон: На сторінку обговорення користувача, який розмістив цю статтю, варто додати повідомлення {{subst:nothanks cv\|Завгородній Андрій Володимирович\|url={{{сайт}}}}} --~~~~. |
| До уваги користувача, який розмістив цю статтю Не редагуйте статтю зараз, навіть якщо ви збираєтеся її переписати. Дотримуйтесь вказівок нижче. - Якщо власник авторських прав на зазначений вище матеріал дозволяє використовувати його на умовах GNU FDL без незмінюваних секцій та Creative Commons із зазначенням автора / розповсюдження на тих самих умовах, будь ласка, сповістіть про це на сторінці обговорення цієї статті. - Якщо правовласником є ви, додайте на зазначеному вище ресурсі примітку: «Матеріали дозволено використовувати на умовах GNU FDL без незмінюваних секцій та Creative Commons із зазначенням автора / розповсюдження на тих самих умовах». - Якщо дозволу на використання цього матеріалу немає, будь ласка, зробіть одне з двох: 1. Напишіть хоча б гарний накид статті на цій підсторінці. Зверніть увагу: не треба копіювати текст, що порушує авторські права, на зазначену підсторінку й редагувати його. Якщо ви взялися за написання нової статті, не забудьте сповістити про це на сторінці обговорення. 2. Залиште все як є, і тоді статтю буде вилучено. У випадку, якщо новий текст написано не буде, цю статтю буде вилучено через тиждень після появи цього попередження (детальніше див. документацію шаблону). Вихідний текст цієї статті з можливим порушенням копірайту можна знайти в історії змін. Зверніть увагу, що розміщення у Вікіпедії матеріалів, автор яких не надав явного дозволу на їхнє використання відповідно до ліцензії GNU FDL без незмінюваних секцій та Creative Commons із зазначенням автора / розповсюдження на тих самих умовах, може бути порушенням законів про авторське право. Користувачів, які додають до Вікіпедії такі матеріали, може бути тимчасово позбавлено права редагувати статті. Попри все, ми завжди раді вашим оригінальним статтям. Дякуємо. Цю сторінку внесено до категорії Вікіпедія:Можливе порушення авторських прав. |

З 2017 по 2018 роки — завідувач кафедри журналістики та інформаційних технологій Миколаївського міжрегіонального інституту розвитку людини ВНЗ "Університет «Україна».
З 2019 року по теперішній час є членом експертних комісій з проведення акредитаційних експертиз освітніх програм Національного агентства із забезпечення якості вищої освіти.
Науковий ступінь доктора економічних наук здобув у 2020 році. Захист дисертації відбувся у спеціалізованій вченій раді Д 41.088.05 Одеської національної академії харчових технологій за спеціальністю 08.00.05 – розвиток продуктивних сил і регіональна економіка.
З 2018 по 2021 роки працював завідувачем кафедри економіки та інформаційних технологій Миколаївського інституту розвитку людини Університету «Україна».
У 2021 році закінчив навчання у Миколаївському інституті розвитку людини Університету «Україна» та отримав диплом магістра з відзнакою за спеціальністю «Менеджмент».
З 2021 року по теперішній час — заступник директора з наукової діяльності Миколаївського інституту розвитку людини Університету «Україна».
Пройшов 3 закордонних науково-педагогічних стажування:  у 2018 році — (150 годин) Празький інститут підвищення кваліфікації за темою «Publishing and project activity in the European Union countries: from theory to practice», сертифікат № 062018004, 2018 р. — у 2021 році — стажування (180 годин) в The Academy of Management and Administration in Opole (Poland). Тематика стажування «Innovative educational technologies: European experience and its implementation of the training of specialists in economics and information technology», сертифікат № 193, 2021 р. (01.03.2021 р. — 31.05.2021 р.).

## Основні етапи педагогічної діяльності у закладах вищої освіти III-IV рівня акредитації
- 2007 – 2009 рр. – викладач кафедри механіки Миколаївського державного університету ім. В.О. Сухомлинського.
- 2009 – 2014 рр. – викладач кафедри математики і механіки Миколаївського державного університету ім. В.О. Сухомлинського.
- 2014 – 2015 рр. – доцент кафедри механіки Миколаївського національного університету ім. В.О. Сухомлинського.
- 2015 – 2016 рр. – доцент кафедри математики Миколаївського національного університету ім. В.О. Сухомлинського.
- 2016 – 2017 рр.  – доцент кафедри економіки та управління Миколаївського міжрегіонального інституту розвитку людини ВНЗ «Відкритий міжнародний університет розвитку людини «Україна».
- 2017 –2018 рр. – завідувач кафедри журналістики та інформаційних технологій Миколаївського міжрегіонального інституту розвитку людини ВНЗ «Відкритий міжнародний університет розвитку людини «Україна».
- 2018 – 2021 рр. – завідувач кафедри економіки та інформаційних технологій Миколаївського міжрегіонального інституту розвитку людини ВНЗ «Відкритий міжнародний університет розвитку людини «Україна».
- 2021 р. – по теперешній час – заступник директора з наукової діяльності Миколаївського інституту розвитку людини Університету «Україна».

## Наукова діяльність
Автор та співавтор понад 130 публікацій, в тому числі публікацій у наукових виданнях, включених до переліку наукових фахових видань України та публікацій у періодичних виданнях, які включені до наукометричних баз, зокрема Scopus або Web of Science Core Collection, рекомендованих МОН України. Учасник наукових всеукраїнських та міжнародних конференцій.
Член редакційної колегії Modern approaches of socio-economic development of regions: theory and practice. Monograph. Opole: The Academy of Management and Administration in Opole, ISBN 978-83-66567-23-8.
Наукові інтереси: регіональна економіка, економічна кібернетика, економетрика, економіко-математичне моделювання, комп'ютерна інженерія, комп'ютерне моделювання, диференціальні та інтегральні рівняння, механіка деформівного твердого тіла, теоретична механіка, теорія пружності.

## Наукові праці

### Монографії
1. Завгородній А. В. Регіональні аспекти сучасного розвитку агропродовольчої сфери: зовнішньоекономічний вимір: монографія. Миколаїв: ФОП Швець В.М., 2019. 328 с.
2. Zavhorodnii A., Skupskyi R. Peculiarities of export activity of the regions of the Southern region of Ukraine (Особливості здійснення експортної діяльності областей Південного регіону України). Sustainable development of the socio-economic system of the region: monograph. Opole: The Academy of Management and Administration in Opole, 2021. С. 10–21. ISBN 978-83-66567-30-6
3. Zavhorodnii A. Conceptual problems of attracting foreign direct investment in the regional economy (Концептуальні проблеми залучення прямих іноземних інвестицій в регіональну економіку). Modern approaches of socio-economic development of regions: theory and practice: monograph. Opole: The Academy of Management and Administration in Opole, 2020. С. 30–35. ISBN 978-83-66567-23-8
4. Zavhorodnii A., Lyashenko V. Mechanisms of legal regulation of foreign economic activity (Механізми правового регулювання зовнішньоекономічної діяльності). Socio-economic development of the regions in conditions of transformation (Соціально-економічний розвиток регіонів в умовах трансформації): monograph / Edited by M. Ohiienko, T. Pokusa. Opole: The Academy of Management and Administration in Opole, 2020. С. 22–31.
5. Зубков Р. С., Скупський Р. М., Завгородній А. В., Демчук Н. І. Стимулювання інвестиційно-інноваційних процесів в умовах сталого розвитку регіону: монографія. Миколаїв: ФОП Швець В.М., 2019. 369 с.

## Громадська робота
1. Співзасновник та заступник голови по роботі зі ЗМІ та громадськістю ГО «Молодь Миколаївщини».
2. Співзасновник та заступник голови ГО «Інститут інноваційного провайдингу «Сталий розвиток».